# Mont Massone
 (mai 2021).
Le mont Massone est un sommet des Alpes italiennes culminant à 2 161 mètres d'altitude. C'est le sommet principal de la ligne de partage des eaux qui sépare le val Strona au sud, de la basse vallée d'Ossola, dans la province du Verbano-Cusio-Ossola.

## Géographie

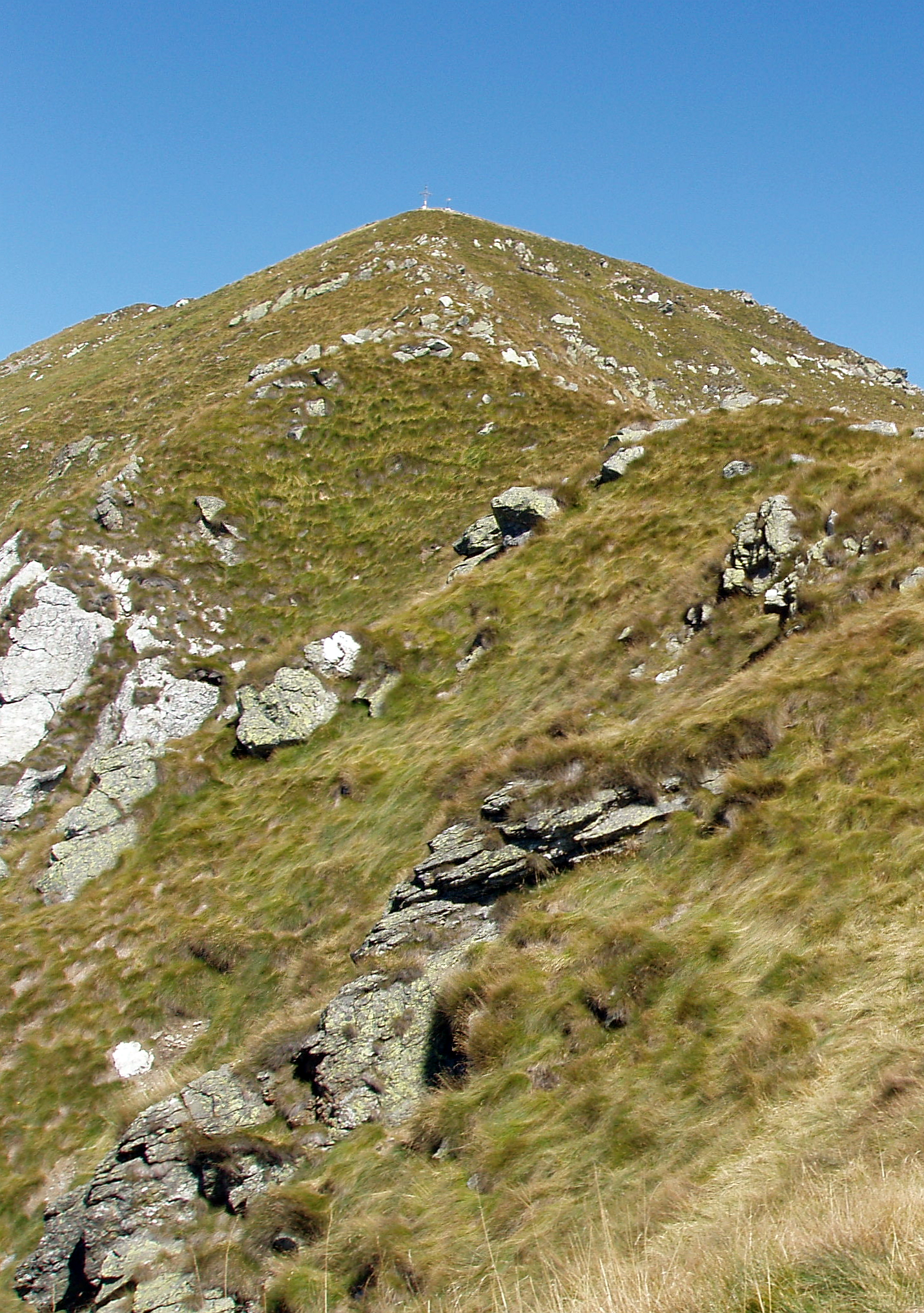
Vue du sommet depuis la crête sud-est.

La face sud est couverte de grands pâturages, tandis que la face nord est escarpée et rocheuse avec des arbustes. Depuis Ornavasso, le sommet n'est pas visible, la montagne étant cachée par un relief voisin, l'Eyehorn (2 131 mètres). Sur le pic, à une altitude de 1 900 mètres dans le val Strona, se trouve un plateau avec des exsurgences qui forment des piscines naturelles encore appelées Laghetti (« petits lacs »), objet de tentatives de remise en état dans le passé. Le sous-sol de la montagne abrite des veines de marbre, des dépôts de cuivre, de fer et d'or.

## Histoire

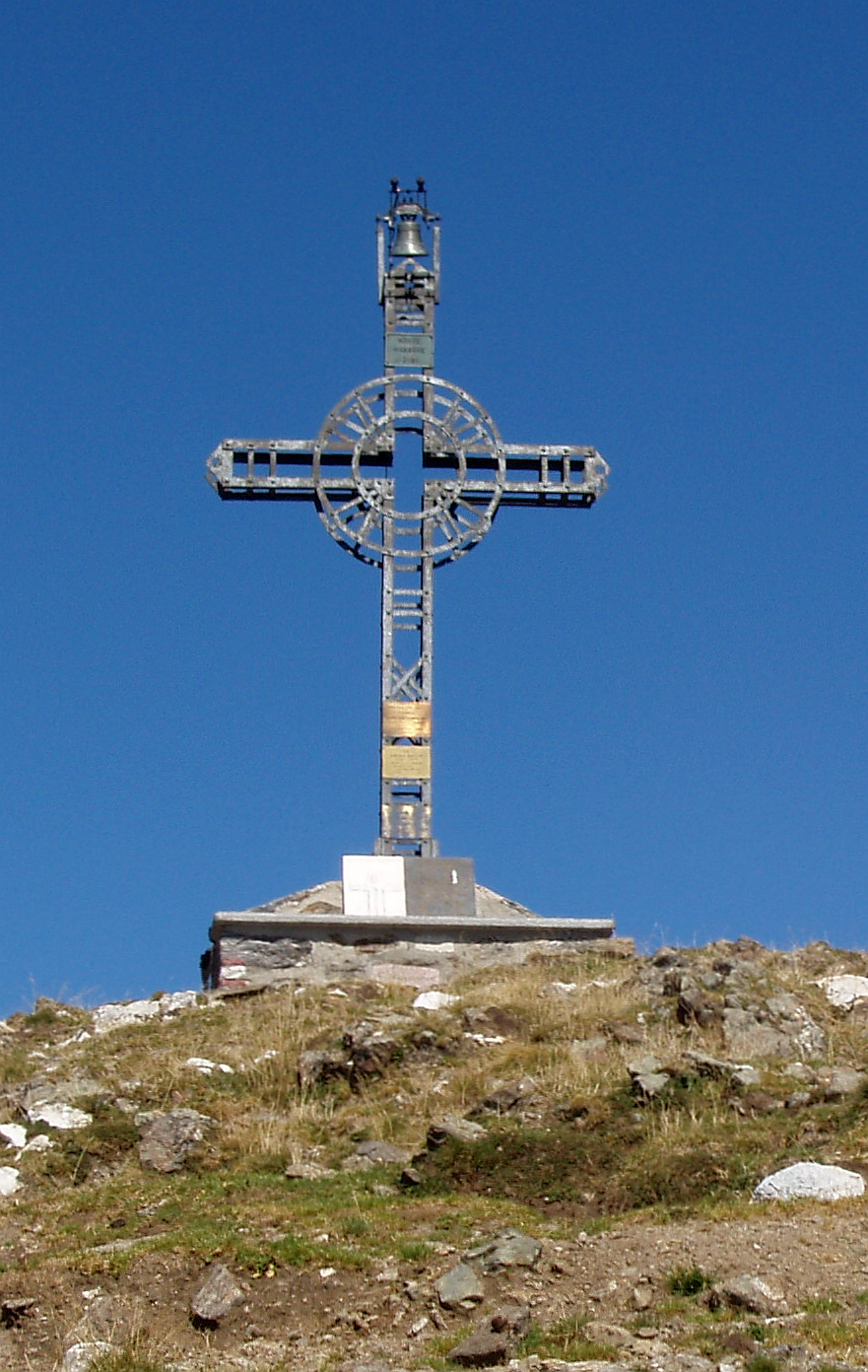
Croix sommitale.

Le versant du val d'Ossola présente des tranchées datant de la Première Guerre mondiale de la ligne Cadorna, tandis qu'au sommet se trouve depuis 1921 une croix en fer haute de 4 mètres coiffée d'une cloche.

## Activités

### Randonnée

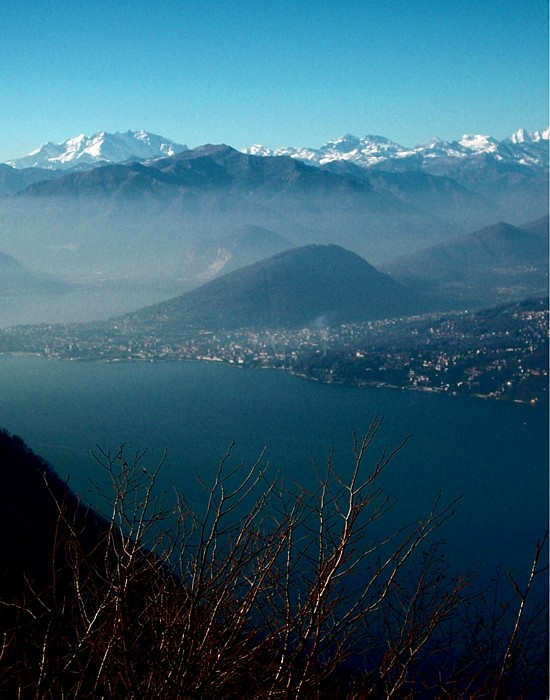
Le mont Massone, avec le lac Majeur au premier plan et le chaînon du mont Rose en arrière-plan.

Le mont Massone est l'une des destinations de randonnée les plus connues et les plus populaires de la basse vallée d'Ossola. C'est un point de vue panoramique de premier ordre sur les montagnes environnantes. Le sommet peut être atteint par le chemin du val Strona à partir de l'Alpe Loccia (avant Chesio, dans la commune de Loreglia), ou de la vallée d'Ossola à partir de Cortevecchio (Ornavasso), ou de l'Alpe Quaggione (Germagno).
À l'Alpe Cortevecchio se trouve le refuge Oliva - Brusa Perona Renato du Club Alpin Italien (CAI) de Gravellona Toce, avec ouverture saisonnière.

### Activités pastorales et traditionnelles
Les activités pastorales sont menées à l'Alpe Campalero (1 563 mètres) ainsi qu'à l'Alpe Cortevecchio (1 518 mètres).
Chaque année, la pro loco de Luzzogno organise, généralement le premier dimanche d'août, la fête de l'amitié avec une messe autour de la croix sommitale et un déjeuner dans les cabanes sur le chemin du retour.

### Cartographie
- Cartografia ufficiale italiana in scala 1:25.000 e 1:100.000, Istituto Geografico Militare (lire en ligne)
- Carta dei sentieri e stradale scala 1:50.000 n. 10 Monte Rosa Alagna Macugnaga, Istituto Geografico Centrale